# Camilla fuscipes
Camilla fuscipes är en tvåvingeart som beskrevs av Collin 1933. Camilla fuscipes ingår i släktet Camilla och familjen gnagarflugor.
Artens utbredningsområde är Storbritannien. Inga underarter finns listade i Catalogue of Life.